# Československá vlajka

Československá vlajka (1920–1939 a 1945–1992)

Československá vlajka (1918–1920)

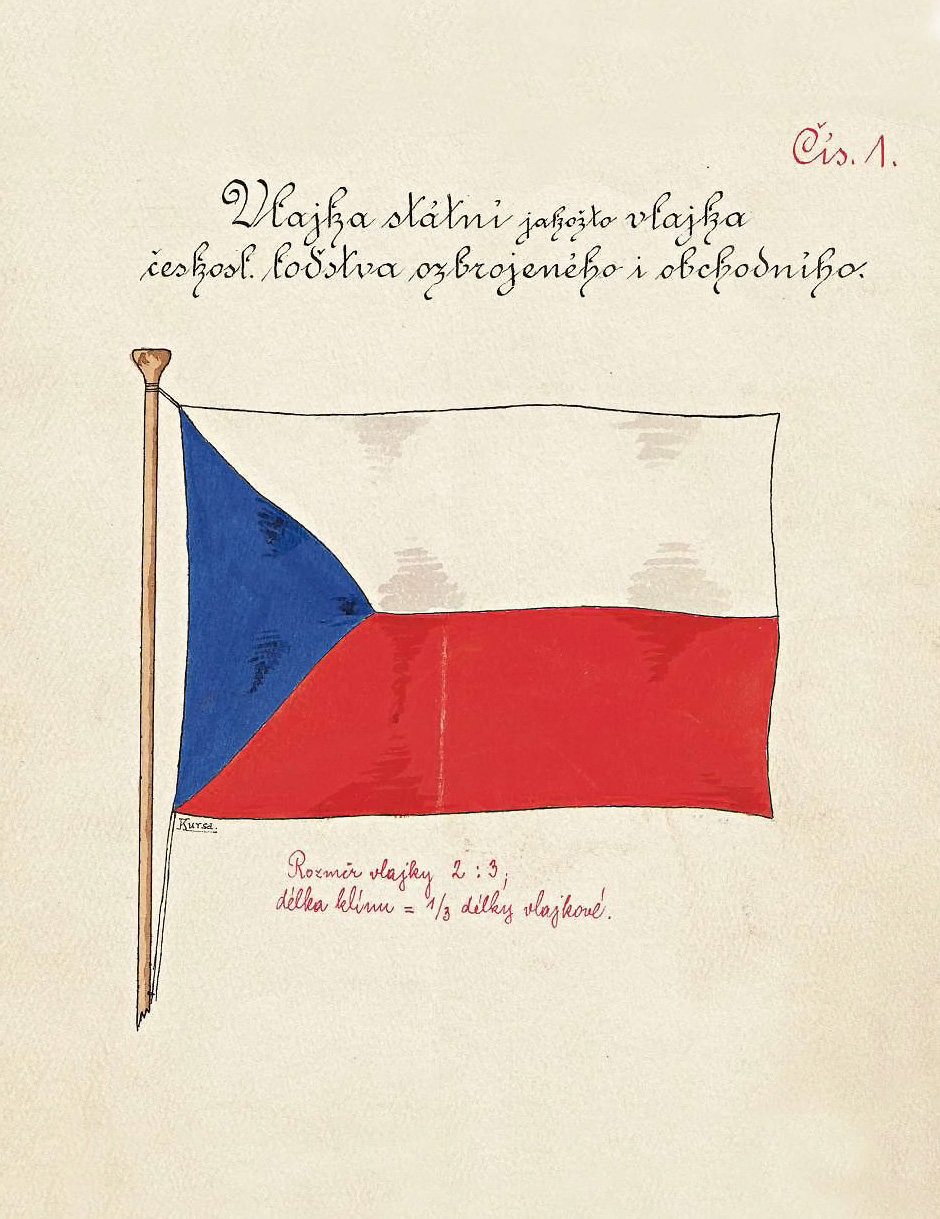
Původní návrh Jaroslava Kursy s klínem do třetiny délky (1919)

Československá vlajka, užívaná v den po vzniku první československé republiky, představovala  tradiční bílo-červený prapor Zemí koruny české (horní pruh bílý, dolní pruh červený).
Původní vládní návrh zákona ze 30. října 1919 stanovil československou v podobě s modrým žerďovým, ale dosahující pouze do jedné třetiny délky vlajky.
V konečném znění zákona č. 252/1920 Sb. z 30. března 1920 byla schválena státní vlajka ČSR, již s žerďovým modrým klínem sahajícím do poloviny délky vlajky. Za autora tohoto návrhu v rámci tehdejší znakové komise je považován Jaroslav Kursa a poznámku o prodloužení modrého klínu ze třetiny do poloviny délky vlajky vznesl další její člen František Kysela.
Tato vlajka byla oficiálním státním symbolem v letech 1920–1939 a 1945–1992. Po rozdělení Československa přijala vlajku shodného vzhledu Česká republika.
Po zániku federativního Československa původní česko-slovenskou vlajku převzala Česká republika jako jeden z nástupnických států. Tento krok byl poté kritizován slovenskou stranou s odkazem na dohody mezi českou a slovenskou politickou reprezentací, konkrétně čl. 3 odst. 2 ústavního zákona č. 542/1992 Sb., o zániku ČSFR („Česká republika a Slovenská republika nesmí po zániku České a Slovenské Federativní Republiky užívat státní symboly České a Slovenské Federativní republiky.“). Státní symboly ČR však byly upraveny zákonem č. 3/1993 Sb. a na základě kolizních pravidel (principu „lex posterior derogat priori“) se tedy uplatnil právě tento třetí zákon samostatné ČR z roku 1993, na úkor staršího zákona z roku 1992 o zániku ČSFR.

## Námořní vlajky Československa

Československá námořní válečná vlajka (1935–1955)
Československá námořní válečná vlajka (1955–1960)